# 尼亚木达瓦·呼日勒巴特尔
尼亚木达瓦·呼日勒巴特尔（英語：Nyamdava Khurelbaatar，？—）蒙古族，籍贯不详，蒙古国医生、政治人物。

## 生平
呼日勒巴特尔在蒙古健康科学大学工作，并曾发表学术论文。2012年1月，被任命为蒙古国健康部部长。